# 克萊門特鎮區 (北達科他州迪基縣)
克萊門特鎮區（英語：Clement Township）是位於美國北達科他州迪基縣的一個鎮區。

## 地方資料
克萊門特鎮區的面積為118.27平方千米，當中陸地面積為117.26平方千米，而水域面積為1.01平方千米。根據2020年美國人口普查的數據，當地共有人口128人，而人口密度為每平方千米1.08人。